# Wenzelskrone

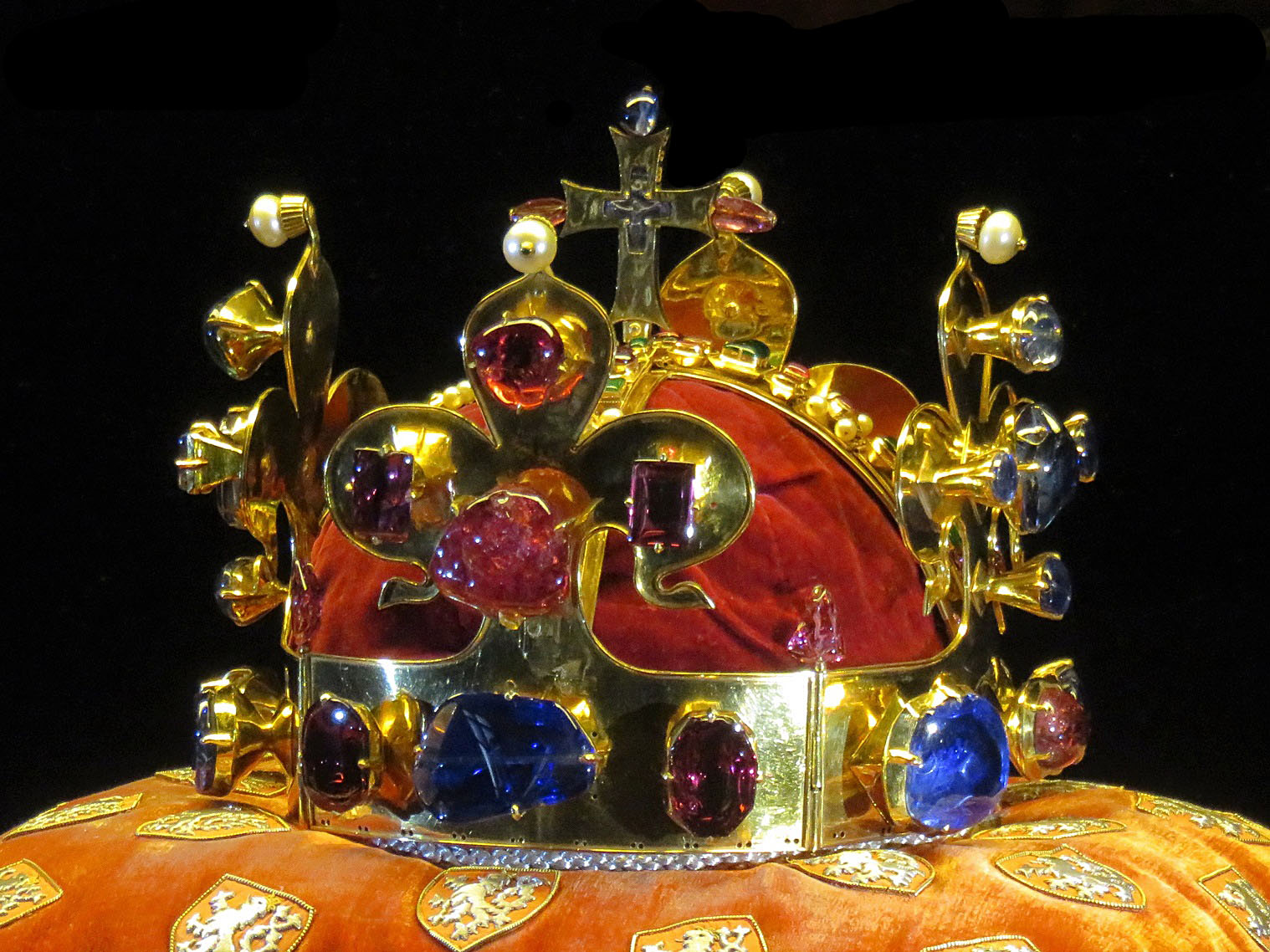
Die Wenzelskrone während der Ausstellung im Mai 2016

Die Wenzelskrone oder Krone des hl. Wenzel (tschechisch Svatováclavská koruna) ist die Königskrone des Königreichs Böhmen und symbolisiert die Herrschaft über die Länder der Böhmischen Krone. Sie ist der älteste Bestandteil der böhmischen Krönungsinsignien. Von diesen sind außer der Krone noch der königliche Apfel, das königliche Zepter und der Königsmantel erhalten.

## Beschreibung

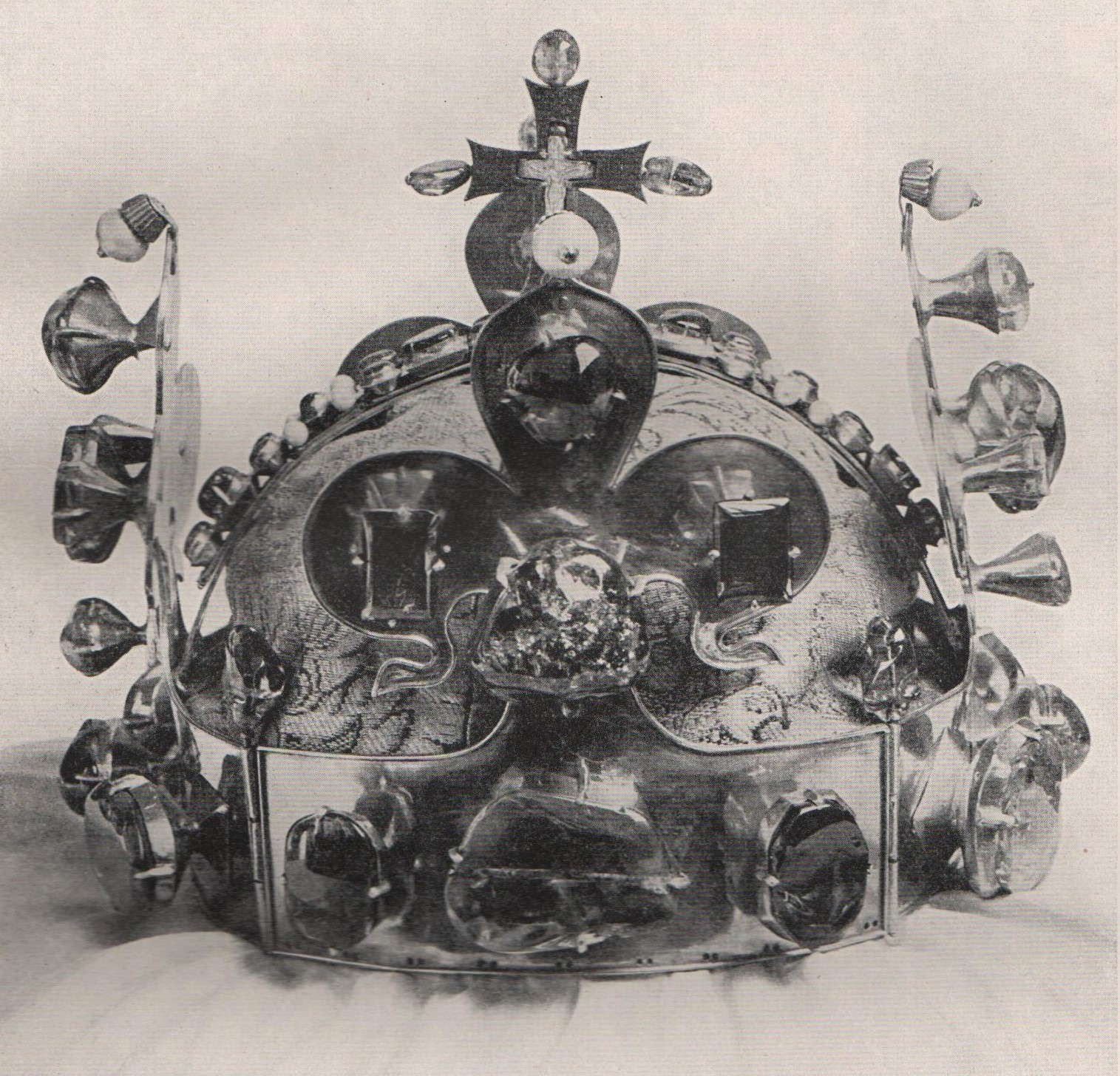
Aufnahme der Wenzelskrone aus der Zeit vor dem Zweiten Weltkrieg

Die Krone ist aus 21 bis 22-karätigem Gold gefertigt. Sie wiegt etwa 2,5 Kilogramm, ihre maximale Höhe und ihr Durchmesser betragen 19 cm. Ihre Form ist an ältere Kronen der Přemysliden und der französischen Könige angelehnt. Sie besteht aus vier am Reif befestigten Seiten aus Goldblech, die jeweils in einer großen Lilie enden. Zwei Bögen verbinden die vier Seitenteile. Die Bögen sind mit Teilen eines älteren Schmuckstücks besetzt, einem goldenen Gürtel, den Blanca von Valois 1323 zu ihrer Hochzeit mit Karl IV. von ihrem Cousin, dem französischen König Karl dem Schönen bekam. An der höchsten Stelle, dem Kreuzungspunkt der beiden Bögen, ist ein hohles goldenes Kreuz angebracht. Das Kreuz schmückt eine Kamee aus einem byzantinischen Saphir mit der Darstellung einer Kreuzigungsszene.
Die Inschrift auf dem Kreuz lautet Hic est spina de corona Domini („Hier befindet sich ein Dorn aus der Krone des Herrn“) und weist auf das darin als Reliquie enthaltene Fragment der Dornenkrone hin. Unter den Bögen ist die Krone mit einer Stoffmütze ausgepolstert. Die Krone wurde bei ihrer Fertigung im Jahr 1347 mit roten und blauen Edelsteinen besetzt. Die Zusammensetzung der Edelsteinkollektion änderte sich jedoch mehrfach, da Karl bis zu seinem Tod im Jahr 1378 die Krone mit Edelsteinen ergänzen ließ, die in seinen Besitz gelangt waren. Ihre endgültige Form erhielt die Wenzelskrone zwischen 1374 und 1378. Seitdem ist sie mit einem Rubellit („Rubin“), einem Aquamarin („grüner Saphir“), 15 Rubinen, 19 Saphiren, 30 Spinellen, 25 Smaragden und 20 Perlen besetzt.
Der zentrale Schmuckstein wird gemeinhin als Rubin bezeichnet, so auch auf der offiziellen Website der Prager Burg. Aufgrund von Analysen vom 2. bis 4. November 1998 durch Jaroslav Hyršl ist jedoch bekannt, dass es sich bei dem 39,5 × 36,5 × 14 mm großen Stein eigentlich um einen Rubellit (roter Turmalin) handelt. Dasselbe gilt für den grünen Saphir, der 1998 durch Gamini Zoysa als Aquamarin identifiziert wurde.

## Geschichte und heutige Aufbewahrung

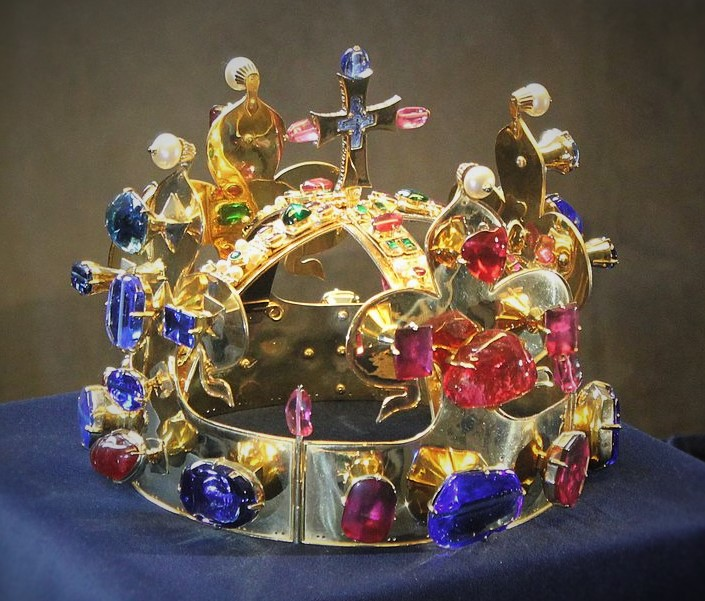
Die dauerhaft in der Prager Burg ausgestellte Kopie der Krone

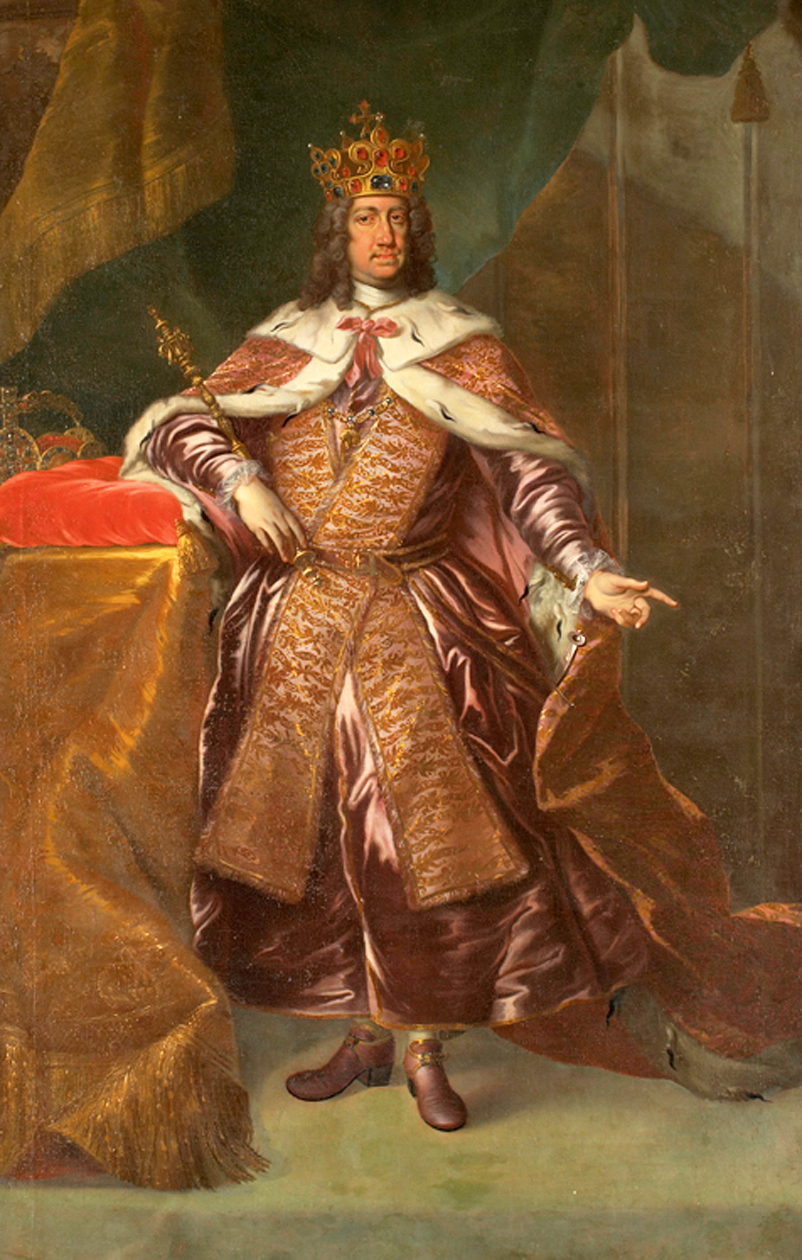
Kaiser Karl VI. als böhmischer König

Karl IV. ließ die Krone anlässlich seiner Krönung 1347 anfertigen. Sie sollte fortan als Staatsjuwel bei der Krönung der böhmischen Könige verwendet werden. Nach den Bestimmungen Karls sollte sie nur zu den Krönungen und ähnlich bedeutenden Staatsakten aus dem Prager Domschatz entnommen und am selben Tage wieder zurückgegeben werden. Jede Entnahme war mit einer Gebühr von 200 bzw. 300 Pfund verbunden, die den Geistlichen des Veitsdomes zugutekommen sollte.
Der reguläre Aufbewahrungsort der Krone war der Domschatz des Veitsdomes. Bereits bei ihrer Herstellung widmete Karl IV. die Krone dem ersten Landespatron, dem heiligen Wenzel. Den Schädel des Heiligen, der ebenfalls im Domschatz lag, ließ der König mit Gold überziehen. An bestimmten kirchlichen Feiertagen sollte der Schädel öffentlich ausgestellt und mit der Krone geschmückt werden. Der Schädel als Reliquie und die Krone als Staatsjuwel bildeten aber nie eine materielle Einheit. Die Verbindung beider war ideeller und rechtlicher Natur: Die Widmung der Krone dem ersten Landespatron sollte ihre Sicherheit garantieren. Diebstahl und Zweckentfremdung waren mit hohen kirchlichen Strafen belegt.
Obwohl nach dem Willen Karls IV. die neue Königskrone dauerhaft im Veitsdom aufbewahrt werden sollte, ließ bereits sein Sohn Wenzel IV. die Krönungsjuwelen auf die Burg Karlstein überführen. Seitdem wechselte der Aufbewahrungsort vielfach, im 18. Jahrhundert gelangten sie nach Wien.
Seit 1791 befinden sie sich in einer besonderen Kammer in der St.-Wenzels-Kapelle des Veitsdomes in Prag. Die Tür der Kammer, in der die Reichskleinodien (Krone, Zepter und Reichsapfel) ruhen, ist mit sieben Schlössern ausgestattet, die von sieben staatlichen und geistlichen Würdenträgern verwahrt werden.
Schlüsselinhaber sind der tschechische Präsident, der Premierminister, der Prager Erzbischof, der Vorsitzende des Abgeordnetenhauses, der Vorsitzende des Senats, der Dekan des Metropolitankapitels der St.-Veits-Kathedrale und der Oberbürgermeister der Stadt Prag. Über eine Entnahme und öffentliche Ausstellung der Reichskleinodien entscheidet der Staatspräsident. Im 21. Jahrhundert wurden die Reichskleinodien insgesamt fünfmal öffentlich gezeigt, zuletzt im Januar 2023 anlässlich des 30. Jahrestages der Gründung der Tschechischen Republik.

## Verwendung und Legende
Viele Personen wurden mit der Krone zum König von Böhmen gekrönt, darunter der Wittelsbacher „Winterkönig“ Friedrich von der Pfalz. Die Krone wurde im 19. Jahrhundert zum Symbol für die böhmischen Staatsrechte und die Selbstständigkeit.
Die letzte Krönung mit der Wenzelskrone fand 1836 statt, als Kaiser Ferdinand I. von Österreich im Prager Veitsdom zum König von Böhmen gekrönt wurde.
Um die Wenzelskrone rankt sich die Legende, dass jeder, der sie zu Unrecht trägt, binnen eines Jahres eines gewaltsamen Todes stirbt. Angeblich setzte sich im Wissen um diese Legende der geschäftsführende Reichsprotektor Reinhard Heydrich bei einer symbolischen Schlüsselübergabe in der Krönungskammer neben dem Prager Veitsdom am 19. November 1941 kurz die Wenzelskrone auf, um das Allerheiligste des Tschechentums zu entweihen und die Legende zu widerlegen. Dabei handelt es sich wahrscheinlich nur um eine Legende, die erst nach dem tödlichen Attentat auf Heydrich am 26. Mai 1942 aufkam.

## Heraldik und Numismatik

Heraldische Darstellung von Hugo Gerard Ströhl (1899)
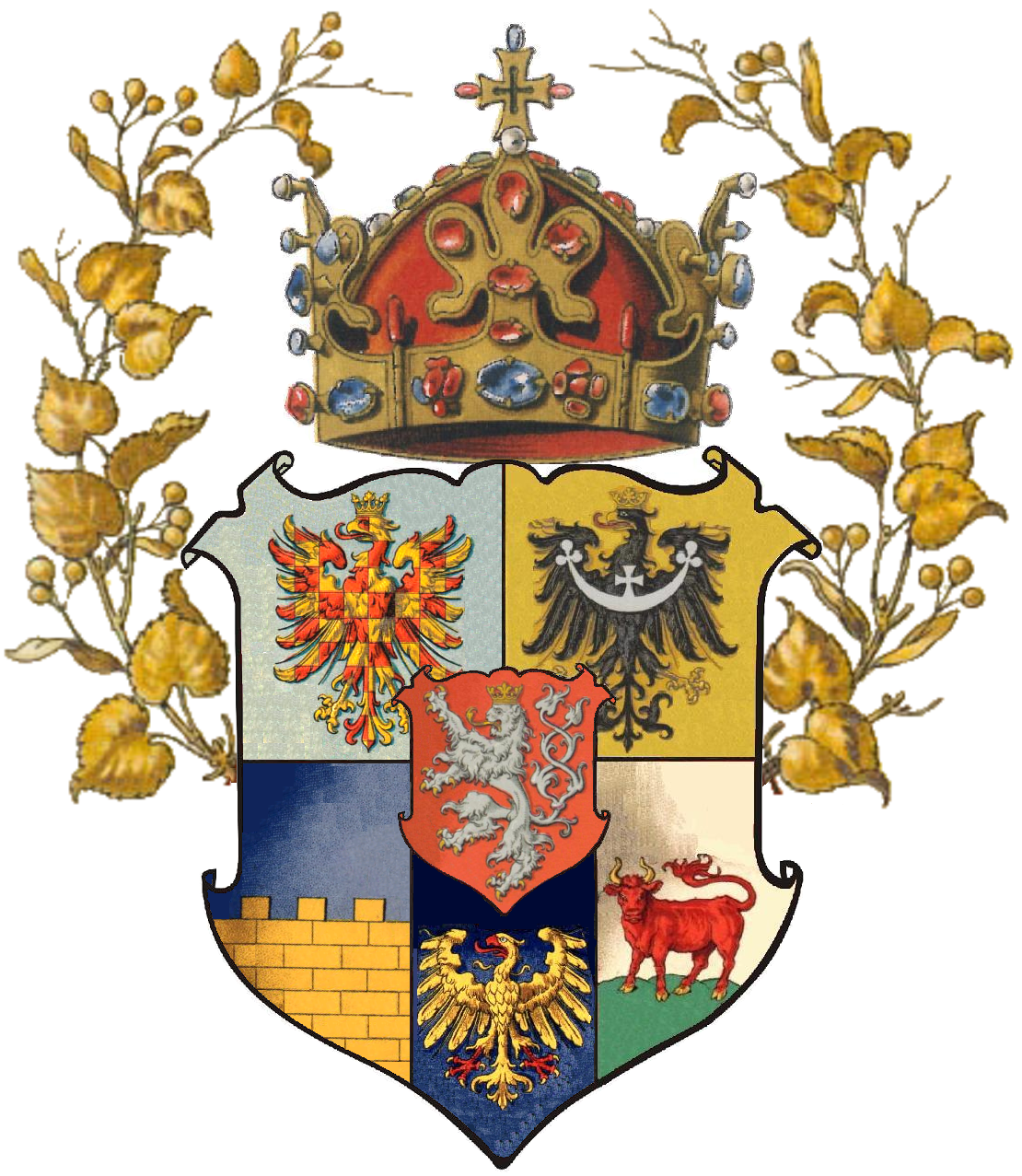
Länder der Böhmischen Krone
Wappen der Österreichisch-Ungarischen Monarchie (1867–1915)
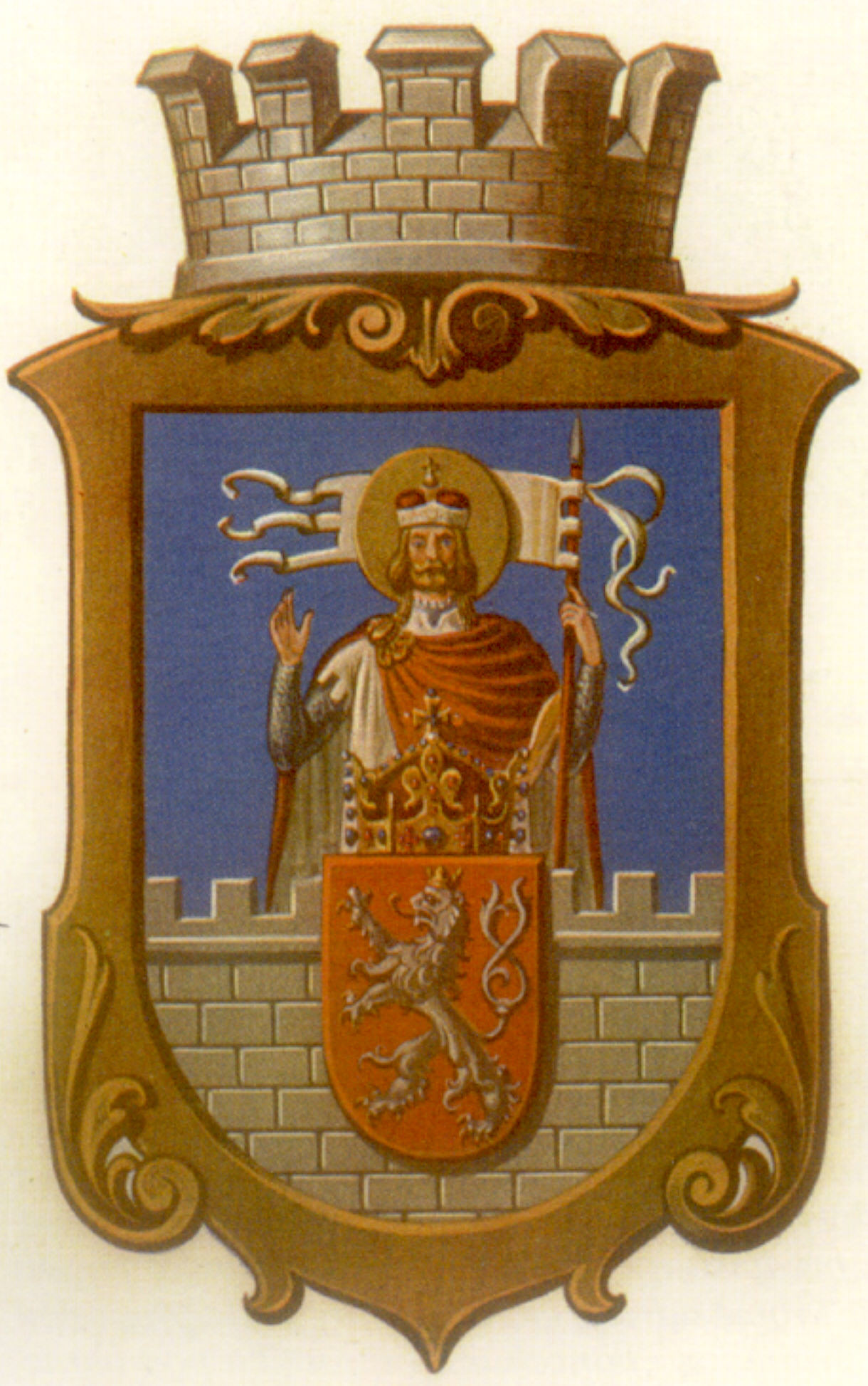
Stará Boleslav
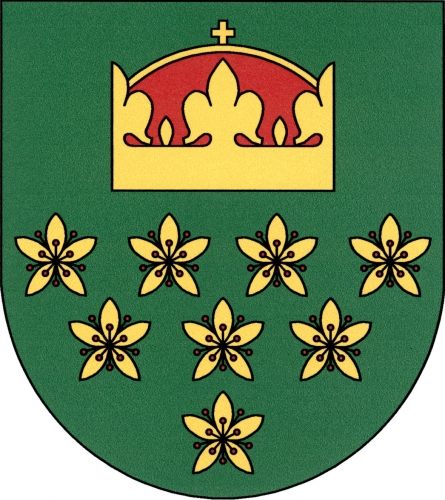
Dolní Hbity
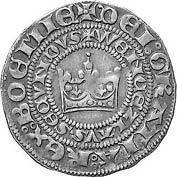
Prager Groschen
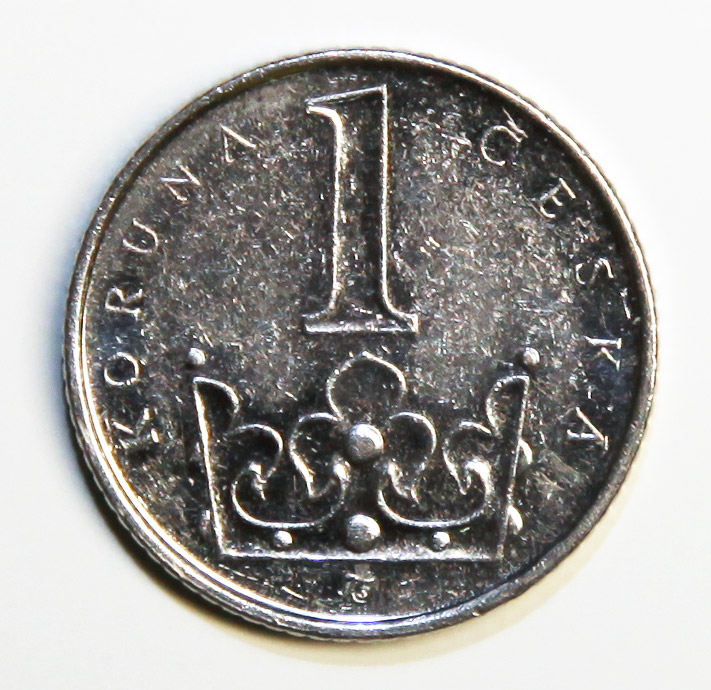
Tschechische Krone